# Monte Gauro
El monte Gauro o monte Barbaro es una de las bocas eruptivas de los Campos Flegreos, un volcán italiano situado en Campania.

## Geografía
El Monte Gauro' es un cono de toba  que contiene zeolitas. Su estructura está compuesta por capas de ceniza paralelas o que se intersecan entre sí, incluyendo masas lenticulares de pumita aglomerada2. El cono de toba se construyó en un terreno desconocido y está cubierto por un paleosuelo representado principalmente por depósitos del Archiaverno, otro cono de toba situado al oeste.

## Historia
Se desconoce la fecha de la erupción que formó el Monte Gauro, pero se manifestó mediante explosiones freatomagmáticas.
En el 343 a. C. fue el escenario de una batalla en la primera guerra samnita entre los romanos y los samnitas. La victoria romana abrió las puertas para la expansión de Roma en el resto de la Italia peninsular.